# Lennart Wendt
Lennart Ingemar Wendt, född 22 augusti 1942 i Ängelholms församling i Kristianstads län, är en svensk militärmeteorolog.

## Biografi
Efter filosofie kandidat-examen blev Wendt militärmeteorolog i flygvapnet med fänriks tjänsteklass 1965. Han tjänstgjorde vid Västgöta flygflottilj 1965–1967 och vid Svea flygflottilj från 1967–1972 samt erhöll löjtnants tjänsteklass 1967 och kaptens tjänsteklass 1972. Åren 1972–1994 var han militärmeteorolog vid Flygstaben: med majors tjänsteklass från 1975, som detaljchef i Meteorologistatistiska avdelningen 1975–1983, som detaljchef i Väderstudieavdelningen 1984–1986, som överste i Meteorologkåren från 1986, som chef för Vädertjänststudieavdelningen 1986–1988 och som chef för Vädertjänstproduktionsavdelningen 1988–1994. Åren 1994–1997 var Wendt chef för Vädertjänstplaneringssektionen i Vädertjänstavdelningen i Flygvapenledningen vid Högkvarteret.